# Leoš Janáček Museum (Brno)
Het Leoš Janáček Museum is een biografisch museum in Brno, Tsjechië, dat gewijd is aan de componist Leoš Janáček (1854-1928).

## Collectie
In het museum wordt zijn vleugel getoond die werd gemaakt door de Weense bouwer Friedrich Ehrbar. Andere voorwerpen uit zijn leven die in het museum te zien zijn, zijn bijvoorbeeld allerlei meubilair, schilderijen, foto's, beeldjes en zijn buste.
Ook wordt er ingegaan op zijn studie en de werken die hij componeerde. Er kunnen documenten, boeken en manuscripten ingezien worden en er kan zijn muziek beluisterd worden. Verder zijn er enkele documentaires over hem te zien.

## Geschiedenis
Het museum is gevestigd in het tuinhuis waar hij woonde. Het staat naast de orgelschool die hij in Brno-Veveří oprichtte. Hij woonde hier van 1910 tot aan zijn dood in 1928 en componeerde er zijn bekendste werken, waaronder zijn orkestwerk  Sinfonietta. Na zijn dood woonde zijn vrouw Zdenka hier nog tot haar dood in 1938.
De orgelschool werd later een conservatorium en werd de vestiging van het Moravisch museum in de jaren vijftig. In 1956 werd er een museum ter herinnering aan zijn leven in het tuinhuis gevestigd. In de voormalige orgelschool is sinds 1990 weer een muziekschool gevestigd.
Van de zomer van 2002 tot het begin van 2004 was het museum gesloten vanwege renovatiewerkzaamheden.